# いろはにほへと/孤独のあかつき
「いろはにほへと／孤独のあかつき」（いろはにほへと／こどくのあかつき）は、2013年5月27日にユニバーサルミュージックより発売された日本のシンガーソングライター椎名林檎の13枚目のシングル。

## 概要
本作はデジタル・ダウンロードシングル「自由へ道連れ」より1年ぶり、CDシングルとしては『カーネーション』より約1年半ぶり、そしてバンド・東京事変が解散してからは初となるシングルで、椎名林檎としてのデビュー15周年記念日に発売された。ソロ名義では初の両A面シングルで、2曲ともテレビ番組のタイアップが付いている。

## 収録曲
1. いろはにほへと（Les Couleurs Chantent）
フジテレビ系ドラマ『鴨、京都へ行く。〜老舗旅館の女将日記〜』の主題歌として依頼を受け書き下ろされた楽曲[1]。
4月16日より着うた、30日より着うたフル及びオンラインストアなどで配信が開始された。児玉裕一によりミュージック・ビデオが製作され、SPACE SHOWER Music Video Awardsの「MVA BEST VIDEO」に選出された。
2. 孤独のあかつき（La Solitude de l'aube）
NHK Eテレの『SWITCHインタビュー 達人達』テーマ音楽[注 1]で、番組側からの製作の依頼により書き下ろされた[1]。NHKのオファーを受けた椎名は、異なる分野の達人2人が出会うという番組の趣旨にならい、以前自身が主題歌を担当した同じNHKの連続テレビ小説『カーネーション』の脚本を執筆した脚本家の渡辺あやに作詞を依頼[2]。渡辺もそれを快諾したため、詞を渡辺、作曲および編曲を椎名が担当する楽曲となった[1]。シングル表題曲の作詞を椎名以外の人物が担当するのは初のことである。
また2014年11月に発表された椎名の5作目のオリジナル・アルバム『日出処』には、歌詞が英訳され、アレンジも異なる「孤独のあかつき（信猫版）」が収録された。シングルバージョンは2023年現在アルバム未収録。

詳細
| 全作曲: 椎名林檎。 |                    |           |            |                            |      |
| #                  | タイトル           | 作詞      | 作曲・編曲 | 編曲                       | 時間 |
| 1.                 | 「いろはにほへと」 | 椎名林檎  | 椎名林檎   | 椎名林檎 斎藤ネコ [ 注 2 ] | 3:19 |
| 2.                 | 「孤独のあかつき」 | 渡辺あや  | 椎名林檎   | 椎名林檎                   | 3:04 |
| 合計時間:          | 合計時間:          | 合計時間: | 合計時間:  | 6:24                       |      |

## 参加メンバー
| いろはにほへと guitars&electric sitar：名越由貴夫 cembalo：伊澤一葉 bass：渡辺等 drums：河村“カースケ”智康 strings&percussion arrangement,conduct：斎藤ネコ concertmaster：グレート栄田 violin：滝沢幸二郎、小倉達夫、矢野晴子、桐山なぎさ、角田知寿子、押鐘貴之、桑田 穣、三木希生子、南條由起、越川 歩、山本大将、入江 茜、横田智子、粕谷 吏、牛山玲名 viola：山田雄司、古川原裕仁、大沼幸江、渡部安見子、三木章子、加治友里 cello：笠原あやの、前田善彦、阿部雅士、徳澤青弦、槙岡絵里香、村中麻里子 contrabass：斎藤輝彦、今野 京、谷中 隆、一本茂樹 percussion：高田みどり 孤独のあかつき guitars&electric sitar：名越由貴夫 wurlizer：堀江博久 bass：渡辺等 drums：河村“カースケ”智康 - recording&mixing engineer：井上雨迩 - assistant engineer：宮本耕三、田中雄司、佐藤 洋、小嶋聖平 - musician cordination：宮田文雄 - mastering engineer：宮本茂男 | 孤独のあかつき（「SWITCHインタビュー 達人達」バージョン） guitars&electric sitar：名越由貴夫 wurlizer：堀江博久 bass：渡辺等 drums：河村“カースケ”智康 strings&percussion arrangement,conduct：斎藤ネコ concertmaster：グレート栄田 violin：滝沢幸二郎、小倉達夫、矢野晴子、桐山なぎさ、角田知寿子、押鐘貴之、桑田 穣、三木希生子、南條由起、越川 歩、山本大将、入江 茜、横田智子、粕谷 吏、牛山玲名 viola：山田雄司、古川原裕仁、大沼幸江、渡部安見子、三木章子、加治友里 cello：笠原あやの、前田善彦、阿部雅士、徳澤青弦、槙岡絵里香、村中麻里子 contrabass：斎藤輝彦、今野 京、谷中 隆、一本茂樹 harp：朝川朋之 wurlizer&synthesizer：椎名林檎 manipulate：中山信彦 manipulate,recording&mixing engineer：井上雨迩 |